# زجیسواف ماکلاکیه‌ویچ
زجیسواف ماکلاکیه‌ویچ (لهستانی: Zdzisław Maklakiewicz؛ ‏ ۹ ژوئیهٔ ۱۹۲۷ – ۹ اکتبر ۱۹۷۷) بازیگر اهل لهستان بود. وی برادرزادهٔ یان ماکلاکیه‌ویچ و تادئوش ماکلاکیه‌ویچ بود و تحصیلات خود را در آکادمی ملی هنرهای نمایشی الکساندر زلوروویچ در ورشو به پایان رساند. وی بابت مشارک‌های هنری‌اش نشان افتخار تولد لهستان را در سال ۲۰۰۹ از دستان لخ کاچینسکی دریافت نمود.
از فیلم‌ها یا برنامه‌های تلویزیونی که وی در آن نقش داشته‌است، می‌توان به سرنوشت‌های لهستانی، چگونه جنگ جهانی دوم را آغاز کردم، دارکوب، به‌دور از جاده، سرگذشتی با یک ترانه، چقدر دور، چقدر نزدیک، بوکسور، وقتی منو بگیری باهام چکار می‌کنی؟، چهل‌ساله ، کروز، دست‌نوشته ساراگوسا، عروسک، مانع، یک فاجعه، سه گام روی زمین و سامسون اشاره کرد.